# Quincy-Voisins
 Quincy-Voisins  es una población y comuna francesa, en la región de Isla de Francia, departamento de Sena y Marne, en el distrito de Meaux y cantón de Crécy-la-Chapelle.

## Demografía
| 1385 | 1462 | 2304 | 3167 | 3969 | 4561 |
| Para los censos de 1962 a 1999 la población legal corresponde a la población sin duplicidades (Fuente: INSEE [Consultar]) |      |      |      |      |      |